# Harry Stockwell

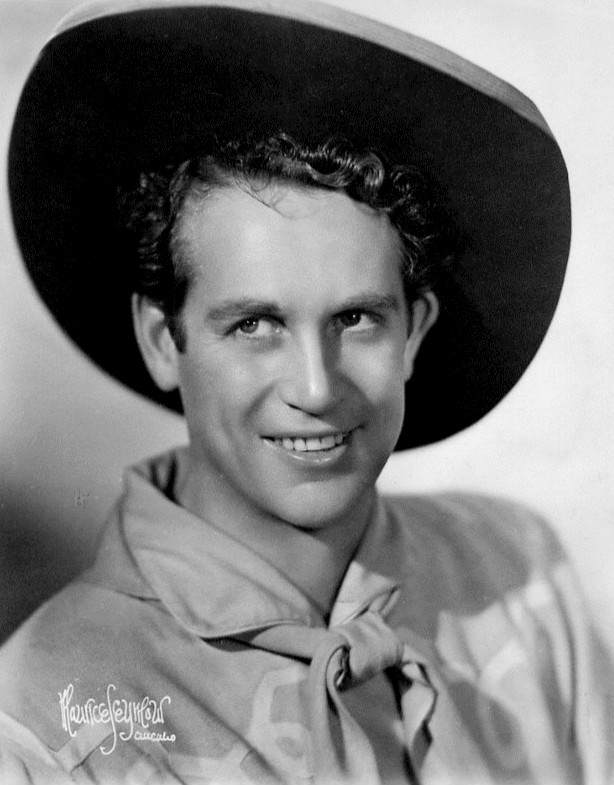
Harry Stockwell nel 1945

Harry Stockwell (Kansas City, 27 aprile 1902 – New York, 19 luglio 1984) è stato un attore e cantante statunitense.

## Biografia
I suoi genitori erano Cora Ellen Teter (1878-1951) e William Henry Stockwell (1876-1959).
Lavorò come attore tra il 1929 e il 1973.
Nel 1929 fa parte del cast della prima assoluta di Broadway Nights di Sam Timberg, Lee David e Maurice Rubens per il Broadway theatre.
Nel 1930 fa parte del cast della prima assoluta di Earl Carroll's Vanities 1930 di Jay Gorney e Harold Arlen al New Amsterdam Theatre di New York.
Nel 1933 è il quinto reporter nella prima assoluta di As Thousands Cheer di Irving Berlin con Marilyn Miller, Clifton Webb, Ethel Waters e José Limón per Broadway.
Nel 1939 fa parte del cast della prima assoluta di George White's Scandals of 1939 di Sammy Fain con Ann Miller e The Three Stooges a Broadway.
Dal 1943 è Curly in Oklahoma! a Broadway fino al 1948.
Nel 1945 è crown prince Rudolph nella prima assoluta di Marinka di Emmerich Kálmán con Joan Roberts a Broadway.
Nel 1946 è Pierre Birabeau in The Desert Song di Sigmund Romberg a Broadway.
Dotato di un timbro vocale eccellente che fu scelto per interpretare la parte del Principe in Biancaneve e i sette nani del 1937 sia nella parte parlata che nella parte cantata.
È stato sposato con l'attrice Nina Olivette dalla quale ha avuto due figli, Dean e Guy, anch'essi attori.
Stockwell morì di diabete il 19 luglio 1984, all'età di 82 anni.

## Filmografia parziale
- Follie di Broadway 1936

### Doppiatore
- Biancaneve e i sette nani (1937)

## Doppiatori italiani
- Giulio Panicali in Biancaneve e i sette nani (dialoghi, primo doppiaggio)
- Giovanni Manurita in Biancaneve e i sette nani (canto, primo doppiaggio)
- Romano Malaspina in Biancaneve e i sette nani (dialoghi, ridoppiaggio)
- Bruno Filippini in Biancaneve e i sette nani (canto, ridoppiaggio)